# Marie André Destarac
Marie André Destarac (Guatemala, 25 de febrero de 1981) es doctora en robótica con mención cum laude por la Universidad Politécnica de Madrid. Estudió ingeniería electrónica en la Universidad del Valle de Guatemala y tiene un máster en Automática y Robótica de la Universidad Politécnica de Madrid.
Su pasión es aplicar la ingeniería electrónica y la robótica a la medicina, a través de proyectos que tengan como objetivo ayudar a médicos y pacientes. Le interesa el arte, la música, la arquitectura, la egiptología, el teatro y la literatura.
En 2015 recibió el reconocimiento "Innovadores menores de 35"- Centroamérica, otorgado por la prestigiosa revista MIT Technology Review, siendo la única mujer en recibirlo. En 2017 fue reconocida por Seguros Universales de Guatemala como "Guatemalteca Ilustre". En 2019 se aprobó su membresía como Miembro Titular de la Organización de Mujeres en la Ciencia para el Mundo en Desarrollo Capítulo Nacional Guatemala OWSD GT y desde 2020 participa activamente en la planificación y ejecución de procesos para inspirar más niñas, adolescentes y mujeres guatemaltecas en general para seguir carreras en ciencias, ingenierías, matemáticas y tecnología.  

## Trayectoria
Estudió ingeniería electrónica en la Universidad del Valle de Guatemala y en 2013 obtuvo un máster en Automática y Robótica de la Universidad Politécnica de Madrid, becada por el Ministerio de Educación, Cultura y Deporte de España. En 2018 recibió el título de doctora en robótica por parte de la Universidad Politécnica de Madrid. El doctorado lo hizo con una beca «Doctorado Industrial», otorgada por el Ministerio de Economía y Competitividad de España. 
Desde 2005 trabaja en proyectos de investigación en Guatemala, Japón y España, en temas de automatización, robótica y desarrollo de dispositivos médicos. Ha sido profesora de la Universidad del Valle de Guatemala en cursos de Ciencias de la Computación e Ingeniería Electrónica. También fue la coordinadora de doce Megaproyectos en la Universidad del Valle de Guatemala, que son proyectos de investigación en los que participan estudiantes de distintas carreras y que cuentan como trabajos de graduación de licenciatura. Trabajó como Senior Robotics Engineer en Aura Innovative Robotics, una start-up española dedicada al desarrollo de dispositivos médicos y posteriormente fue contratada por el Consejo Superior de Investigaciones Científicas (CSIC) de España, el tercer instituto de investigaciones más grande de Europa, como Postdoctoral Researcher. 
Actualmente trabaja como Project Manager del exoesqueleto pediátrico «ATLAS» en la empresa Marsi Bionics en Madrid. Su labor actual se enfoca en la optimización del dispositivo y en la coordinación y supervisión de las sesiones de rehabilitación con el exoesqueleto en niños con enfermedades que les impiden caminar para evaluar el impacto del dispositivo robótico en los niños. Está a cargo de laboratorio de análisis de la marcha humana en el Centro de Robótica y Automática del CSIC. 
También participó como columnista en el medio DiarioDigital de Guatemala y actualmente es miembro de la Asociación Española de Egiptología y de Amigos del Museo de Prado.

### Robótica y salud
Como parte de sus estudios de doctorado ha investigado la creación de exoesqueletos para ayudar a tratar lesiones de hombro y codo. Se ha enfocado en crear un sistema de simulación en 3D que replica el comportamiento muscular y muestra zonas dañadas. La importancia de contar con un simulador es que permite a los médicos probar tratamientos a través de la simulación y luego aplicarlos en los pacientes. Otro tema en el que trabaja en la actualidad es en el desarrollo de sistemas de control adaptativos para exoesqueletos de rehabilitación. Estos sistemas adaptan de manera inteligente y en tiempo real la respuesta del exoesqueleto a las necesidades del paciente.
La función prioritaria del exoesqueleto es la rehabilitación después de un ictus, una parálisis o una lesión del nervio plexo braquial. El exoesqueleto se compone de una estructura anatómica robótica y de un software que registra los movimientos y los analiza. Actualmente, este proyecto de investigación se encuentra en fase de pruebas en el Hospital Infanta Sofía de Madrid y la Facultad de Medicina de la Universidad Autónoma de Madrid, al mismo tiempo que se desarrolla una nueva versión que saldrá al mercado en 2017.

## Publicaciones

### Científicas
1. Manuel Cardona, Marie André Destarac and Cecilia E. García. “Exoskeleton Robots for Rehabilitation: State of the Art and Future Trends”. IEEE 37th Central America and Panama Convention (CONCAPAN XXXVII), Managua, Nicaragua, 2017, pp. 1-6. DOI: 10.1109/CONCAPAN.2017.8278480
2. Ricardo Espinoza Gómez, Marie André Destarac, Manuel N. Cardona Gutiérrez, Jorge Garcia Montaño, María Camila Sierra Herrera, Rafael Acebron Lopez, Lisandro Jose Puglisi and Cecilia Garcia Cena. “ORTE Exoskeleton: Actuation System Dimensioning and Selection”. IEEE 37th Central America and Panama Convention (CONCAPAN XXXVII), Managua, Nicaragua, 2017, pp. 1-6. DOI: 10.1109/CONCAPAN.2017.8278493
3. Ricardo Espinoza, Marie André Destarac, Jorge García, Rafael Acebrón, Lisandro Puglisi y Cecilia García. “ORTE-Sistema Robotizado para la rehabilitación del miembro superior”. Libro de actas de las Jornadas Nacionales de Robótica 2017. M. Mellado, A. Sánchez y E. Bernabeu (Eds.) Editorial CEA-IFAC, España, 2017, artículo 32. ISBN: 978-84-697-3742-2.
4. Marie André Destarac, Cecilia E. García Cena, Adrián Mérida Martínez, Luis J. Monge Chamorro and Roque Saltarén Pazmiño. “Analysis of the influence of external actuators on the glenohumeral joint movements”. Advances in Automation and Robotics Research in Latin America. I. Chang, J. Baca, H. A. Moreno, I. G. Carrera and M. Cardona (Eds.) Springer International Publishing, 2017, pp.71-82. ISBN 978-3-319-54377-2.
5. Jorge García Montaño, Cecilia E. García Cena, Luis J. Monge Chamorro, Marie André Destarac and Roque Saltarén Pazmiño. “Mechanical Design of a Robotic Exoskeleton for Upper Limb Rehabilitation”. Advances in Automation and Robotics Research in Latin America. I. Chang, J. Baca, H. A. Moreno, I. G. Carrera and M. Cardona (Eds.) Springer International Publishing, 2017, pp.297-308. ISBN 978-3-319-54377-2.
6. Marie André Destarac, Cecilia E. García Cena and Roque Saltarén Pazmiño. “Simulation of the Length Change in Muscles during the Arm Rotation for the Upper Brachial Plexus Injury”. Converging Clinical and Engineering Research on Neurorehabilitation II. J. Ibáñez, J. Gonzalez-Vargas, J.M. Azorín, M. Akai and J. L. Pons (Eds.) Springer International Publishing, 2016, vol. 15, pp. 1263-1268. ISBN: 978-3-319-46668-2.
7. Luis J. Monge, Cecilia E. García Cena, Marie André Destarac and Roque Saltarén Pazmiño. “Simulation of Rehabilitation Therapies for Brachial Plexus Injury under the Influence of External Actuators”. Converging Clinical and Engineering Research on Neurorehabilitation II. J. Ibáñez, J. Gonzalez-Vargas, J.M. Azorín, M. Akai and J. L. Pons (Eds.) Springer International Publishing, 2016, vol. 15, pp. 1043-1047. ISBN: 978-3-319-46668-2.
8. Marie André Destarac, Cecilia E. García Cena, Roque Saltarén Pazmiño and Rafael Aracil. Kinematic and Kinetic simulation of Upper Brachial Plexus Injury in the Arm Rotation. Open Conference on Future Trends in Robotics. R. Fernández and H. Montes (Eds.) Consejo Superior de Investigaciones Científicas, mayo de 2016, pp. 11-18. ISBN 978-84-608-8452-1.
9. Luis J. Monge, Marie André Destarac, Cecilia E. García Cena and Santiago Hernández. Modelling and Simulation of servomotors for a Rehabilitation Exoskeleton. Open Conference on Future Trends in Robotics. R. Fernández and H. Montes (Eds.) Consejo Superior de Investigaciones Científicas, mayo de 2016, pp. 29-36. ISBN 978-84-608-8452-1.
10. Marie André Destarac, Cecilia E. García Cena, Roque Saltarén Pazmiño, Mónica J. Reyes Urbina, Javier López López and Ricardo Espinoza Gómez. Modeling and Simulation of Upper Brachial Plexus Injury. IEEE Systems Journal (Q1). DOI: 10.1109/JSYST.2014.2387426.
11. Cecilia E. García Cena, Roque Saltarén Pazmiño, Marie André Destarac, Edgar Loranca Vega, Ricardo Espinoza Gómez and Rafael Aracil Santonja. Skeletal Modeling, Analysis and Simulation of Upper Limb of Human Shoulder under Brachial Plexus Injury. Advances in Intelligent Systems and Computing ROBOT 2013, Advances in Robotics. M.A. Armada et.al (Eds.). New York Springer-Verlag, 2013, vol. 1, pp. 195-207.
12. Donald Wise, Otto Benavides and Marie André Destarac. Using video conferencing for international teaching. IEEE 63rd Annual Conference International Council for Educational Media (ICEM), pp. 1-13, octubre de 2013.
13. Donald Wise, Otto Benavides and Marie André Destarac. A Case Study linking the US to Central America. TechTrends: Linking Research & Practice to Improve Learning, vol. 57, n.º 1, pp. 26-30. Springer US, Boston, Ene. 2013.
14. Johanna Viau Colindres. Corey Rountree, Marie Andre Destarac, Yiwen Cui, Manuel Perez Valdez, Mario Herrera Castellanos, Yvette Mirabal, Garrett Spiegel, Rebecca Richards-Kortum and Maria Oden. Prospective Randomized Controlled Study Comparing Low-Cost LED and Conventional Phototherapy for Treatment of Neonatal Hyperbilirubinemia. Journal of Tropical Pediatrics (Q3), vol.58, no.3, pp.178-183, Jun. 2012.
15. Gerardo Martínez, Luis Reina, Mario Valdeavellano, Carlos Esquit and Marie Destarac. ANIMA: Non-Conventional Brain Computer Interfaces in Robot Control through Electroencephalography and Electrooculography: Motor Module. Proceedings of the Ninth Latin American and Caribbean Conference for Engineering and Technology (LACCEI 2011), Issue 206, Aug. 2011.
16. Luis F. Reina, Gerardo Martínez, Mario Valdeavellano, Marie Destarac and Carlos Esquit. “ANIMA: Non-Conventional Brain Computer Interfaces in Robot Control through Electroencephalography and Electrooculography: ARP Module” in Advances in Pattern Recognition MCPR 2010, LNCS 6256. J.A. Carrasco-Ochoa et al. (Eds.). New York: Springer-Verlag Berlin Heidelberg, 2010, pp.71-79.
17. C. Tercero, E. Tijerino, S. Ikeda ,H. Oura, T. Fukuda, M. Destarac, K. Sekiyama, M. Negoro and I.Takahashi. Feedback Control with Hybrid Pump for Realistic Human Blood Pressure Reconstruction. Proceedings of the 9th International IFAC Symposium on Robot Control, pp.511-6, Sept. 2009.
18. C. Tercero, E. Tijerino, S. Ikeda, H. Oura, T. Fukuda, M. Destarac, K. Sekiyama, M. Negoro and I.Takahashi. Bomba híbrida para la simulación de la presión arterial humana. Revista de la Universidad del Valle de Guatemala, N.º 19, pp. 9-14, agosto de 2009.

### Columnista
Entre sus artículos como columnista están:
- Desmitificando la robótica, Guatemala 2014. DiarioDigital
- La eternidad del Antiguo Egipto, Guatemala, 2014. DiarioDigital
- El robot que tardó un minuto en venderse. Guatemala, 2015. DiarioDigital
- Una cita con la robótica. Guatemala 2016. DiarioDigital

## Premios, becas y reconocimientos
1. Ganadora del premio “Artífices de cambio: las mujeres en la innovación y la creatividad” en la rama científica, otorgado por la Cámara de Comercio Americana, AmCham (abril 2018).
2. Ganadora del premio “Guatemaltecos Ilustres” en la categoría Orator, otorgado por Seguros Universales de Guatemala (septiembre de 2017).
3. Ganadora del premio “Innovadores menores de 35-Centroamérica”, otorgado por la edición en español del MIT Technology Review (noviembre de 2015).
4. Oradora en el TEDx-UVG “Ideas que valen ORO” (octubre de 2015).
5. Ayuda para contrato para la formación de doctores en empresas “Doctorados Industriales”, otorgado por el Ministerio de Economía y Competitividad de España (septiembre de 2015). Dicha ayuda fue otorgada para incorporarse al personal I+D de la empresa española Aura Innovative Robotics.
6. Nominada  como “Guatemalteca Ilustre” en la rama científica por Seguros Universales, Guatemala (julio de 2015).
7. Beca de ayuda al estudio y movilidad, otorgada por el Ministerio de Educación, Cultura y Deportes de España, mayo de 2013.
8. Matrícula de Honor en los cursos «Dinámica y Control de robots» y «Micro y Nano robots» del Máster en Automática y Robótica, Universidad Politécnica de Madrid (enero y junio de 2012, respectivamente).
9. Beca de colaboración en Proyecto de Innovación e Investigación Prácticas de Sistemas Digitales y Robótica. Universidad Politécnica de Madrid (diciembre de 2011 a marzo de 2012).
10. Una de las 25 personalidades escogidas para ser parte de la exposición fotográfica “Personajes guatemaltecos como tú”, cuyo objetivo es dar a conocer a personas que con sus logros han aportado cambios positivos a Guatemala (agosto de 2010).
11. Profesor destacado de 2009 de la Facultad de Ingeniería de la Universidad del Valle de Guatemala (noticia publicada en el Informe Anual de UVG 2009).
12. Personaje del mes de la Universidad del Valle de Guatemala (marzo de 2009).
13. Beca de participación en el curso Escuela de robótica aplicada en bioingeniería, impartido en Bogotá, otorgada por la Agencia Española de Cooperación Internacional para el Desarrollo (AECID).  Septiembre, 2008.
14. Mención honorífica por la Tesis de Licenciatura en Ingeniería Electrónica “Desarrollo de líneas guías de proyecto para el diseño y construcción de un sistema de Telepresencia vía Internet 2 para procedimientos quirúrgicos en salas de operaciones”. Universidad del Valle de Guatemala, junio, 2006.
15. Condecorada con la medalla Oficina Nacional de la Mujer del área metropolitana  por el Gobierno de Guatemala. (2021).[9]

## Conferencias impartidas
- Robot rehabilitador de Miembro Superior. Conferencia impartida a estudiantes de último año del Grado de Medicina de la Universidad Autónoma de Madrid. España, diciembre de 2017.
- ¿Y por qué no? Conferencia motivacional impartida a jóvenes estudiantes de distintos establecimientos educativos de San Marcos, Cobán y ciudad de Guatemala, organizada por Seguros Universales en modo gira departamental. Septiembre de 2017.
- Nuevas tecnologías robóticas para la rehabilitación. Conferencia abierta al público, organizada por la rama estudiantil de la IEEE de la Universidad del Valle de Guatemala (UVG). Guatemala, marzo de 2017.
- Las nuevas tecnologías para la rehabilitación. Videoconferencia doblemente impartida, primero para el grupo “Traumatología y Ortopedia” (TYO) de México y luego para el personal del servicio de Traumatología del Hospital San Juan de Dios de Guatemala. Octubre 2016.
- Key note speaker del evento “Digigirlz”, organizado por Microsoft Guatemala. Abril 2016.
- Ingeniería e Investigación. Conferencia impartida por videoconferencia a estudiantes de primer semestre de Ingeniería Mecatrónica e Ingeniería Electrónica de la Universidad del Valle de Guatemala, como conferencista invitada de la asignatura “Técnicas de Investigación”. Marzo 2015.
- Aplicaciones de los robots. Conferencia impartida por videoconferencia a estudiantes de Ingeniería Mecatrónica e Ingeniería Electrónica de la Universidad del Valle de Guatemala. Agosto 2013.
- La robótica aplicada en la medicina: dispositivos de rehabilitación. Conferencia doblemente impartida, primero para la comunidad de la Universidad del Valle de Guatemala y luego para personal médico del Hospital Nacional de Ortopedia y Rehabilitación de Guatemala. Agosto 2013.
- Robótica “Made in Guatemala”.  Conferencia impartida a estudiantes de periodismo de la Universidad del Istmo de Guatemala. Abril 2011.
- La importancia de las ciencias en la actualidad. Conferencia impartida como parte de la ceremonia de premiación de la Cuarta Olimpiada Interuniversitaria de Ciencias. Universidad del Valle de Guatemala, octubre de 2010.
- Megaproyectos UVG (proyectos de investigación): un recuento. Conferencia impartida como parte la Velada de Emprendimiento 2010, organizada por la Facultad de Educación de la Universidad de Valle de Guatemala. Mayo 2010.
- El futuro de la electrónica en la medicina moderna. Conferencia impartida a estudiantes que residen en el Centro Universitario Ciudad Vieja. Octubre 2009.
- Made in Guatemala: los jóvenes inventores. Conferencia impartida a estudiantes del Colegio Monte María que participan en las Olimpiadas de Ciencias 2009. Septiembre de 2009.
- Robots y medicina. Videoconferencia impartida a estudiantes de Medicina, Ingeniería Electrónica e Ingeniería en Sistemas de la Universidad Mesoamericana de Quetzaltenango. Octubre de 2008.
- Presente y futuro de las computadoras. Convención de Ciencia, Tecnología e Innovación, organizada por la Universidad Mesoamericana. Quetzaltenango,  mayo de 2008.
- Internet de segunda generación en Guatemala. Convención de Ciencia, Tecnología e Innovación, organizada por la Universidad Mesoamericana. Quetzaltenango, mayo de 2008.
- Avances recientes y uso futuro de materiales. Convención de Ciencia, Tecnología e Innovación, organizada por la Universidad Mesoamericana. Quetzaltenango,  mayo de 2008.
- Los jóvenes inventores. Semana Nacional de Ciencia, Tecnología e Innovación organizada por el Consejo Nacional de Ciencia y Tecnología (CONCYT). Ciudad de  Guatemala, marzo de 2008.
- Robótica. Congreso Tecnológico organizado por la IEEE de Guatemala “Desarrollo e innovación tecnológica de alternativas energéticas”. Ciudad de Guatemala, 2007.